# Rhamnus diamantiaca
Rhamnus diamantiaca är en brakvedsväxtart som beskrevs av Takenoshin Nakai. Rhamnus diamantiaca ingår i släktet getaplar, och familjen brakvedsväxter. Inga underarter finns listade i Catalogue of Life.